# Kieth Merrill
Pour les articles homonymes, voir Merrill.
Kieth Merrill est un réalisateur, scénariste, producteur et acteur américain né le 22 mars 1940.

## Filmographie

### comme réalisateur
- 1973 : The Great American Cowboy
- 1978 : Three Warriors
- 1979 : Take Down
- 1980 : Windwalker
- 1980 : Mr. Krueger's Christmas (TV)
- 1981 : Harry's War
- 1981 : The Cherokee Trail (TV)
- 1984 : Grand Canyon: The Hidden Secrets
- 1986 : Niagara: Miracles, Myths and Magic
- 1988 : Alamo: The Price of Freedom
- 1992 : On the Way Home (vidéo)
- 1993 : Legacy (en)
- 1993 : The Wild West (feuilleton TV)
- 1994 : Yellowstone
- 1995 : Ozarks: Legacy & Legend
- 1995 : San Francisco: The Movie
- 1996 : Zion Canyon: Treasure of the Gods
- 1997 : Amazon
- 1997 : Witness
- 1999 : Olympic Glory
- 2000 : The Testaments: Of One Fold and One Shepherd
- 2005 : 12 chiens pour Noël (The 12 Dogs of Christmas)

### comme scénariste
- 1979 : Take Down
- 1981 : Harry's War
- 1981 : Rivals
- 1981 : The Cherokee Trail (TV)
- 1986 : Niagara: Miracles, Myths and Magic
- 1994 : Yellowstone
- 1995 : Ozarks: Legacy & Legend
- 1996 : Zion Canyon: Treasure of the Gods
- 1997 : Amazon
- 2000 : The Testaments: Of One Fold and One Shepherd

### comme producteur
- 1973 : The Great American Cowboy
- 1981 : Harry's War
- 1984 : Grand Canyon: The Hidden Secrets
- 1992 : On the Way Home (vidéo)
- 1993 : The Wild West (feuilleton TV)
- 1994 : Yellowstone
- 1995 : Ozarks: Legacy & Legend
- 1995 : San Francisco: The Movie
- 1996 : Zion Canyon: Treasure of the Gods
- 1997 : Amazon
- 1999 : Olympic Glory

### comme acteur
- 1979 : Take Down : Arnold